# Torneo de Sofía 2016
El Garanti Koza Sofia Open 2016 es un torneo de tenis que pertenece a la ATP en la categoría de ATP World Tour 250. Es la 1.ª edición del torneo y se disputa del 1 al 7 de febrero de 2016 sobre dura en el Arena Armeets en Sofía, Bulgaria.

## Cabeza de serie

### Individuales Masculinos
| Tenista                | Ranking | Preclasificada |
| Roberto Bautista Agut  | 21      | 1              |
| Viktor Troicki         | 26      | 2              |
| Guillermo García-López | 27      | 3              |
| Andreas Seppi          | 29      | 4              |
| Philipp Kohlschreiber  | 34      | 5              |
| Gilles Müller          | 38      | 6              |
| Martin Kližan          | 43      | 7              |
| Adrian Mannarino       | 48      | 8              |

- Ranking del 18 de enero de 2016

### Dobles Masculinos
| Tenista                           | Ranking | Preclasificada |
| Philipp Petzschner Alexander Peya | 71      | 1              |
| Marin Draganja Julian Knowle      | 103     | 2              |
| Wesley Koolhof Matwé Middelkoop   | 125     | 3              |
| Sergey Betov Mikhail Elgin        | 134     | 4              |

## Campeones

### Individuales masculinos
Roberto Bautista Agut venció a  Viktor Troicki por 6-3, 6-4

### Dobles masculinos
Wesley Koolhof /  Matwé Middelkoop vencieron a  Philipp Oswald /  Adil Shamasdin por 5-7, 7-6(9), [10-6]